# Pater familias

Cidadão romano vestindo uma túnica da época.

Pater familias (plural: patres familias) era o mais elevado estatuto familiar (status familiae) na Roma Antiga, sempre uma posição masculina. O termo é latino e significa, literalmente, "pai de família". 
A forma é irregular e arcaica em latim, preservando a antiga terminação do genitivo em -as. O termo pater se refere a um território ou jurisdição governado por um patriarca. O uso do termo no sentido de orientação masculina da organização social aparece pela primeira vez entre os hebreus no século IV para qualificar o líder de uma sociedade judaica; o termo seria originário do grego helenístico para denominar um líder de comunidade. A palavra pátria é derivada desse termo. Pátria relaciona-se ao conceito de país, do italiano paese, por sua vez originário do latim pagus, aldeia, donde também vem pagão. Pátria, patriarcado e pagão tem a mesma raiz.
Segundo Joseph Campbell os hebreus foram os primeiros a usar o termo pai para denominar o que até então era a Deusa Mãe ou Mãe Terra, a religião entre os antigos que cultuava a mulher. Ainda segundo Campbell, a convenção do termo entre os hebreus teria origem nas constantes perseguições religiosas e no desterramento que isso acarretava, ocasionando a perda da identidade territorial. 

## Patria potestas
Segundo a Lei das Doze Tábuas, o pater familias tinha vitae necisque potestas - o "poder da vida e da morte" - sobre os seus filhos,  a sua esposa (em alguns casos apenas), e os seus escravos, todos os quais estavam sub manu, "sob sua mão". Para um escravo se tornar livre (alguém com status libertatis), teria que ser libertado "da mão" do pater familias, daí os termos manumissio e emancipatio. Por lei, em qualquer caso, a sua palavra era absoluta e final. Se um filho não era desejado, nos tempos da República Romana, o pater familias tinha o poder de ordenar a morte da criança por exposição.
O pater detinha o poder de vender os seus filhos como escravos - a lei romana providenciava, no entanto, que se um filho ou filha fosse vendida três vezes, não mais estaria sujeito à patria potestas. O pater familias detinha o poder de aprovar ou rejeitar casamentos para os seus filhos e filhas, contudo um édito do imperador Augusto providenciou que, em caso de negação, tal não fosse feito sem ser por fortes razões.
Deve-se notar que os filhos do pater, os filii familias, podiam ser tanto filhos biológicos, como irmãos, sobrinhos e até filhos e filhas adoptivos. Na Roma Antiga, o agregado familiar era concebido como uma unidade jurídica e económica subordinada a uma única pessoa, dotada de um elevado grau de autoridade sobre todos os seus membros - de facto, a palavra latina familia (que é a origem etimológica da palavra portuguesa "família"), significava originalmente o conjunto dos famuli (servos e escravos) vivendo debaixo de um mesmo tecto. E a família era considerada a unidade social básica, ainda mais relevante que a gens (clã, casta, grupo de famílias).
Além de ser um chefe, o pater familias era a única pessoa dotada de capacidade legal, ou sui iuris. As mulheres (embora nem sempre), os filii, escravos e estrangeiros tinham uma capitis deminutio (literalmente, "diminuição da cabeça", significando uma capacidade diminuída), quer dizer, não podiam celebrar contratos válidos, nem possuir propriedade. Todos os bens e contratos eram propriedade do pater. Uma capitis deminutio significava uma tendencial falta de personalidade jurídica, mesmo existindo algumas restrições: leis de protecção dos escravos e outros incapazes (alguém com uma capitis deminutio), que podiam, em certas circunstâncias, possuir uma quase propriedade pessoal, o peculium.
Os patres familias eram, assim, as únicas pessoas jurídicas plenas, mas, devido aos seus extensos direitos (a sua longa manus, literalmente "longa mão"), tinham igualmente uma série de deveres extraordinários: para com as mulheres, os filii e os servus.
Somente um cidadão romano, alguém dotado de status civitatis, podia ser um pater familias. Apenas podia existir um detentor de tal estatuto dentro de cada agregado familiar. Mesmo os filii homens adultos permaneciam debaixo da autoridade do paterenquanto este vivesse, e não podiam adquirir os direitos de pater familias até à sua morte. Legalmente, toda a propriedade que os filii adquirissem era-o em nome do pater, e era este que detinha a autoridade última sobre o seus destino. Aqueles, homens, que vivessem já na sua domus no momento da morte do pater sucediam-no como pater familias sui iuris sobre os seus respectivos agregados familiares. As mulheres, pelo contrário, estavam sempre debaixo do controlo de um pater familias, fosse o seu pater original, fosse o pater da família de seu marido depois de casada.
Com o tempo a autoridade absoluta do pater familias tendeu a enfraquecer, e os direitos que teoricamente ainda persistiam deixaram de ser evocados e aplicados.~